# Сокс (кот)
Кот Сокс (англ. Socks) (15 марта 1989 — 20 февраля 2009) был любимым питомцем семьи президента США Билла Клинтона во время его президентства. Бывший бездомным, после принятия в семью он стал любимцем Клинтонов в первые годы правления. После того, как Клинтон покинул свой пост, Сокс из-за продолжительного конфликта с собакой Бадди проживал с бывшей секретаршей Клинтона — Бэтти Кэрри.

## Биография
Сокс был принят в семью Клинтонов в 1991 году, после того, как он прыгнул в объятия Челси Клинтон в то время, когда она выходила из дома своего учителя музыки в Литл-Роке, штат Арканзас, где будущий президентский кот играл со своим кровным братом по кличке «Мidnight» (англ. полночь). Позже Midnight был принят другой семьей.
Когда Билл Клинтон стал президентом, Сокс переехал с семьей из особняка губернатора в Белый Дом и стал главным любимцем Первой семьи. Но вскоре он потерял звание первого кота с появлением «первого пса» государства, лабрадора по кличке «Бадди», которого Клинтон привез в 1997 году. Сокс не выносил жизнь с Бадди. Он всячески презирал Бадди, на что Клинтон как-то сказал: «Мне проще помирить израильтян с палестинцами, нежели сдружить этих двух…». Когда Клинтон покинул Белый Дом вместе с семьей в 2001 году, они переехали в новый дом, но предварительно оставив Сокса под опекой секретарши Клинтона Бэтти Кэрри, дабы решить конфликт между питомцами. Бадди погиб, спустя год, в 2002 году, будучи сбит автобусом.

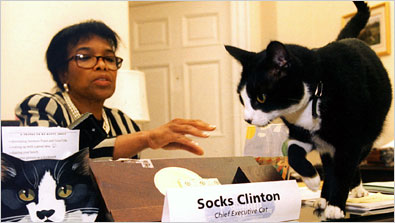
С Бэтти Кэрри

#### Жизнь с Бэтти Кэрри
В октябре 2004 года Сокс появился на публике в связи с выступлением Кэрри в качестве спикера в частном клубе. Сокс сопровождал её и принимал участие в фотосессии.
В июне 2008 года Сокс все ещё жил с Бэтти и её мужем в Голливуде, штат Мэриленд, в 80 милях от Вашингтона, но с уже имеющимися проблемами со здоровьем: выпадение волос, проблемы с почками, потеря веса и прочие недуги.

## Смерть
В декабре 2008 года, как сообщалось, здоровье Сокса ухудшилось, по-видимому по причине прогрессирующего рака.
Сокс был усыплен 20 февраля 2009 года в Голливуде, штат Мэриленд, после перенесенного рака челюсти. Соксу исполнилось бы двадцать весной 2009.